# Vol Uni Air 873
Le 24 août 1999, le vol Uni Air 873, un vol intérieur de passagers taïwanais entre Taipei, la capitale, et Hualien, à l'est du pays, assuré par un McDonnell Douglas MD-90 de la compagnie Uni Air, a pris feu sur le tarmac, à la suite d'une explosion dans la cabine de passagers, après son atterrissage à l'aéroport de Hualien, faisant 27 blessés et un mort parmi les 96 occupants de l'avion.

## Avion

B-17912, le MD-90 de Uni Air impliqué dans l'accident, ici photographié en juin 1998.

L'appareil accidenté était un McDonnell Douglas MD-90, immatriculé B-17912 (numéro de série 53536/2160) et âgé de deux ans au moment de l'accident. 
Cet avion de ligne court/moyen-courrier, équipé de deux moteurs IAE V2525-D5, a été livré à Uni Air en novembre 1996 et totalisé 4 929 heures de vol et 7 736 cycles (décollage/atterrissage).

## Accident
Le vol 873 a décollé de l'aéroport de Taipei Songshan à destination de l'aéroport de Hualien, à l'est de Taïwan. Il transportait 90 passagers et six membres d'équipage. Ce vol, d'une durée de 25 minutes s'est déroulé sans incident particulier. 
Peu de temps après l'atterrissage, à 12 h 36, heure locale, une explosion a été entendue dans la partie avant de la cabine passagers, suivie d'une fumée, puis d'un incendie. Une épaisse fumée noire s'est échappée de l'un des compartiments à bagages supérieurs droits. L'isolation et les bagages à main carbonisés sont tombés du plafond dans l'allée. Un passager a été heurté par des fragments produits par l'explosion. 
Les pilotes ont immédiatement freiné et une évacuation d'urgence des passagers a été amorcée. Après un appel à la tour de contrôle, les pompiers de l'aéroport et les équipes d'un bâtiment de l'Air Force se sont précipités pour éteindre l'incendie, qui a été éteint à 13 h 45.
Tandis que la partie supérieure du fuselage a été complètement détruite, les 96 occupants ont été évacués en toute sécurité, 14 passagers ont été grièvement blessés, 14 autres ont été légèrement blessés par l'explosion. La plupart des passagers blessés ont subi des brûlures. Un des passagers gravement blessé est décédé 47 jours après l'accident, tandis qu'un autre passager a fait une fausse couche de son fœtus de 26 semaines.

## Enquête

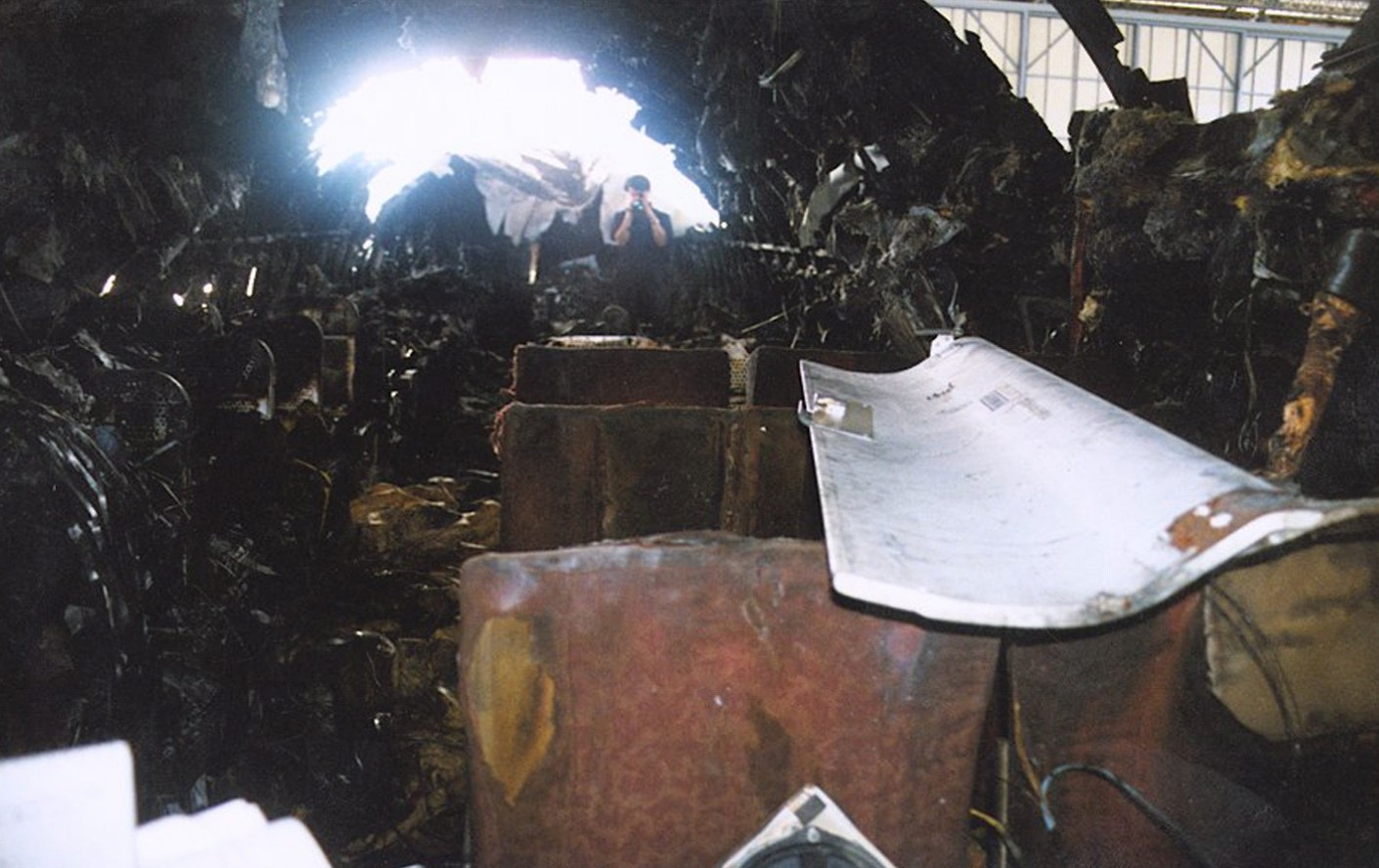
L'intérieur du MD-90 après l'incendie.

À la suite de l'accident, le Conseil de la sécurité des transports aériens de Taiwan (ASC) a mis sur pied une équipe d'enquête. Les premières constatations ont révélé que les facteurs impliqués dans l'accident n'étaient pas uniquement liés à la sécurité aérienne. L'enquête a révélé par la suite que l'ancien décathlonien taïwanais Ku Chin-shui, absent du vol, avait remis à son neveu des bouteilles de liquide hautement inflammable à transporter.
Un rapport a déclaré que les enquêteurs pensaient que les bouteilles d'eau de javel remplies d'essence n'étaient pas correctement scellées et que les bouteilles ont fui en vol, ce qui a provoqué la formation d'un mélange oxygène-essence très inflammable dans le coffre à bagages. Un autre passager avait rangé une batterie de moto dans ses bagages. Lors de l'atterrissage, il y a eu un court-circuit dans la batterie, déchargeant un arc électrique, ce qui a enflammé le mélange. 

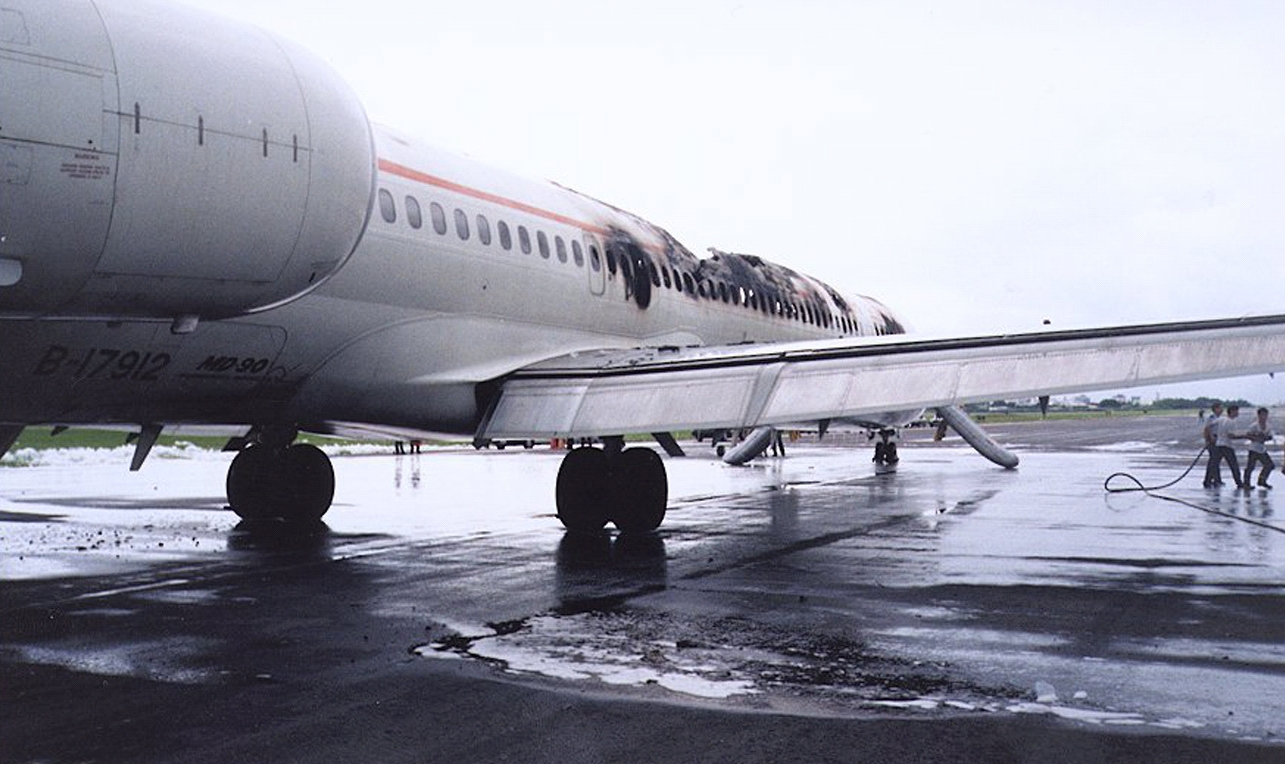
Le fuselage du MD-90 après l'incendie.

Ku a d'abord été condamné à une peine de 10 ans de prison, qui a été réduite à sept ans et demi en appel. Le cinquième procès l'a finalement déclaré non coupable.
Le rapport d'enquête a également critiqué la politique de sécurité des aéroports taïwanais. L'accident s'est produit parce que deux passagers ont pu embarquer des marchandises potentiellement dangereuses - des bouteilles d'essence et une batterie de moto - qui ont provoqué une réaction explosive. En conséquence, le contrôle des liquides embarqués a été durcis après l'incident.

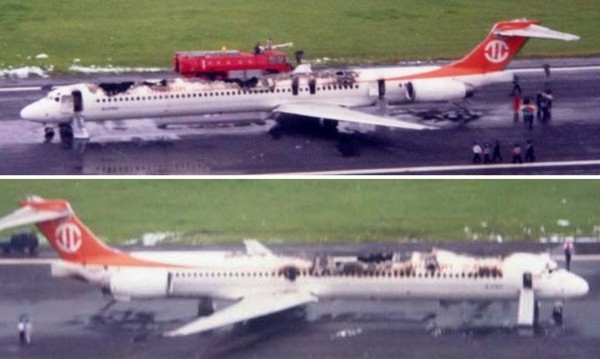
Photographies de l'avion après l'extinction de l'incendie.

Dans leur rapport final les enquêteurs déclarent les causes de l'accident comme suivantes :
« Un liquide inflammable (essence) à l'intérieur de bouteilles d'eau de javel et d'adoucissant et scellé avec du silicone a été transporté à bord de l'avion. Une vapeur combustible s'est formée lorsque l'essence qui fuyait a rempli le bac de rangement, et l'impact de l'atterrissage a créé un court-circuit dans une batterie. Le court-circuit a enflammé la vapeur d'essence et a provoqué l'explosion. Les facteurs ayant contribué à l'accident étaient les suivants : les règlements opérationnels de la Civil Aeronautical Administration (Taïwan) ne désignent aucune entité comme responsable des matières dangereuses; la police de l'aviation n'est pas parvenu à recruter et à former correctement le personnel [...]. Certaines nouvelles recrues n'avaient pas reçu de formation officielle sur les contrôles de sécurité, mais suivaient plutôt les instructions des inspecteurs principaux. Par conséquent, (lors de cet accident), les nouveaux inspecteurs n'ont pas pu identifier les matières dangereuses. Les détecteurs utilisés par la police de l'aviation n'ont pas détecté les batteries de motocyclettes interdites, pas plus que les inspecteurs de la sécurité n'ont détecté les bouteilles d'eau de javel, une substance corrosive interdite »,.
14 recommandations de sécurité ont été émises par l'ASC à la suite de l'accident et de la publication du rapport final(p58-61).

## Médias
L'accident a fait l'objet d'un épisode dans la série télévisée Air Crash nommé « Atterrissage explosif » (saison 20 - épisode 3).